# ハンス＝ヨアヒム・デア
ハンス＝ヨアヒム・デア（Hans-Joachim Daerr, 1943年12月22日 - ）は、ドイツ出身の官僚、外交官。

## 来歴
ハンス＝ヨアヒム・デアは、1943年12月22日に旧ドイツ領シレジア地域のフランケンシュタイン（現、ポーランド共和国南西部に位置するドルヌィ・シロンスク県ゾンプコヴィツェ・シロンスキェ）にて生まれる。1962年から1964年までドイツ連邦海軍での服務経験を経たのちに、テュービンゲン大学、ボン大学、ベルリン大学の各大学で法学を専攻し、テュービンゲン大学では日本学も専攻した。
1970年、外務省に入省し、翌年の1971年まで欧州諸共同体(EC)西ドイツ政府代表部にて、1995年に政務局長代理を兼務する形で部長として第20部にて勤務する。また、2001年から翌2002年まで連邦政府軍縮軍備管理問題特命担当とアフガニスタン問題担当大使として軍縮軍備管理担当局にて、さらに、2002年から2006年までの四年間を局長として地球規模問題・国連・人権・人道支援担当局にて職務を果たしてきた。
在外ドイツ大使館勤務はナイジェリア、パキスタン、日本など3カ国にわたる。特に日本においては、1973年から1976年までの3年を在大阪・神戸総領事館にて、1979年から1983年と2006年から2009年までの7年を在東京ドイツ大使館で、三度の赴任と10年にわたる駐日在外ドイツ公館勤務を務果たした。2006年7月1日、ヘンリク・シュミーゲローに代わり駐日本ドイツ連邦共和国特命全権大使に任命され、同年7月26日、皇居にて信任状を捧呈した。2009年8月、フォルカー・シュタンツェルに大使の役職を引き継ぎ、離任。

## 家族
- 既婚者。妻、アン＝アレクサ・デアとのあいだに、二人の男の子をもうけた。子どもらはともに神戸市生まれ。長男はパリ大学の物理学研究者、次男は外交官[6]。